# Jeffrey Bowyer-Chapman
Jeffrey Bowyer-Chapman, né le 21 octobre 1984 à Edmonton, est un acteur et mannequin canadien, notamment connu pour son rôle de Jay dans la série UnReal.

## Biographie
Jeffrey Bowyer-Chapman est adopté 12 jours après sa naissance à Edmonton. Il grandit dans la petite ville de Rimbey en Alberta. À 16 ans, il commence une carrière de mannequin qui le pousse à rejoindre Vancouver quelques années plus tard.
En 2006, il est repéré par le réalisateur Ron Oliver, qui lui propose d'auditionner pour son film Shock to the System. Il poursuit sa carrière de mannequin et fait plusieurs apparitions à la télévision.
En 2015, il est retenu par Marti Noxon pour intégrer la série UnReal, qui suit la production d'une émission ressemblant au Bachelor (Everlasting). Le rôle de Jay, un producteur de l'émission qui devait initialement être un « homme à femmes », est réécrit pour Bowyer-Chapman ; le personnage devient homosexuel pour refléter davantage sa personnalité. L'acteur milite en effet pour davantage de visibilité à l'écran des personnes LGBT de couleur,, faisant lui-même son coming-out homosexuel un an plus tard. Il apparaît dans les quatre saisons de la série.
Après avoir été invité comme juge lors d'épisodes de RuPaul's Drag Race et RuPaul's Drag Race: All Stars, Bowyer-Chapman est annoncé comme juge permanent de la version canadienne de RuPaul's Drag Race en septembre 2019.

## Filmographie

### Films
- 2006 : Shock to the System : Levon
- 2007 : I Know What I Saw : Marco
- 2009 : Encounter with Danger : M. Gaitan
- 2009 : The Break-Up Artist : Steven
- 2010 : Dear Mr. Gacy
- 2012 : The Skinny : Joey
- 2012 : Grave Encounters 2
- 2013 : Lucille's Ball : Walter
- 2013 : Hatfields & McCoys : Owen Rodney
- 2016 : Dirty Papy : Bradley
- 2016 : Tao of Surfing : Val Stone
- 2017 : Love by the 10th Date : Freddy Mitchell
- 2019 : Falling Inn Love : Dean
- 2019 : Spiral : Malik

### Séries
- 2004 : 969 (1 épisode)
- 2006 : Stargate SG-1 (1 épisode)
- 2006 : Noah's Arc (1 épisode)
- 2007 : The L Word (1 épisode)
- 2007 : The Virgin of Akron, Ohio : Brick (1 épisode)
- 2009-2012 : Iron Man: Armored Adventures : Black Panther (voix, 4 épisodes)
- 2009-2011 : Stargate Universe : Darren Becker (19 épisodes)
- 2011 : Facing Kate (1 épisode)
- 2012 à la télévision : Warehouse 13 : Jalapeño Harry's Manager (1 épisode
- 2015-2018 : UnReal : Jay Carter (38 épisodes)
- 2017 : Indoor Boys : Damion (1 épisode)
- 2018 : American Horror Story: Apocalypse : André Stevens (3 épisodes)
- 2021 - 2023 : Docteure Doogie de Steven Bochco et David E. Kelley : Charles Zeller (20 épisodes)